# サミ・ブラル
サミ・ブラル（Samy Bourard、1996年3月29日 - ）は、ベルギー・リエージュ出身のサッカー選手。ハポエル・ハデラ所属。ポジションはMF。

## クラブ経歴
RFCリエージュ、CSヴィゼ、RSCアンデルレヒトの下部組織出身。アンデルレヒトではUEFAユースリーグにおいて中心選手として活躍し、ボルシア・ドルトムントやFCポルトなどから得点を奪っている。アンデルレヒトユースの歴史においても極めて優秀な選手として見られていたが、トップチームに昇格できず、2016年にシント＝トロイデンVVへと移った。しかし、シント＝トロイデンでは怪我やイヴァン・レコ監督の構想に入れず、在籍2年でわずか公式戦5試合の出場にとどまった。
2018年8月31日、エールステ・ディヴィジのFCアイントホーフェンに移籍した。ここでは2シーズンをレギュラーとして戦い、その活躍が認められ、2020年7月にADOデン・ハーグへとステップアップした。